# 제5군단 (조선민주주의인민공화국)
조선인민군 제5군단은 1951년 1월 이전에 창설된 부대이다. 

## 상세
한국 전쟁 당시 사령부는 강원도 통천군에 있었으며, 6사단, 12사단, 그리고 32사단을 휘하에 두고 있었다. 1951년 1월 7일 3개 사단으로 구성된 5군단은 1951년 1월 2개 사단이 미국 제2보병사단의 전방을 공격하고 있었고, 1개 사단은 대한민국 제8보병사단을 공격했다. 조선인민군 제2군단의 지원을 받고 있었던 그들은 인접하고 있었던 대한민국 제3군단도 공격한 바 있다. 1월 7일 군단은 원주를 점령했고, 유엔군의 반격은 실패로 끝났다. 1952년에는 사령부가 함흥시 부근에 위치하고 있었으며, 동년 9월 15일에는 제3군단을 흡수하였다.
한국 전쟁 이후에는 강원도 평강군으로 사령부를 옮겼으며, 휴전선 인근에서 주둔하고 있다.

## 구성
- 사령부

## 같이 보기
- 제1군단 (조선민주주의인민공화국)
- 제2군단 (조선민주주의인민공화국)
- 제3군단 (조선민주주의인민공화국)
- 제4군단 (조선민주주의인민공화국)
- 제12군단 (조선민주주의인민공화국)